# وزارة الشباب والرياضة (اليمن)
وزارة الشباب والرياضة هي أحد وزارات الحكومة اليمنية، وتهدف الوزارة إلى وضع وتنفيذ السياسات والخطط والبرامج المختصة بشؤون الشباب والرياضة.

## الوزير
الوزير الحالي هو نايف صالح البكري منذ 14 سبتمبر 2015م.

## المهام والاختصاصات
تتولى وزارة الشباب والرياضة المهام والاختصاصات الآتية:
1. وضع مشروعات القوانين والنظم والقرارات في مجال نشاط الوزارة ومتابعة تنفيذها واتخاذ الإجراءات القانونية عند مخالفتها.
2. إعداد مشروعات خطة النشاط الشبابي والرياضي في إطار الخطة العامة للتنمية الاقتصادية والاجتماعية للدولة وإعداد البرامج اللازمة للتنفيذ.
3. الإشراف المالي والإداري والفني على الهيئات الأهلية التابعة للوزارة باعتبارها هيئات تنفيذية لمهام الوزارة.
4. العمل على تطوير الهيئات الأهلية التابعة للوزارة ودعمها والسعي المستمر بها نحو المستوى المنشود دوليًا في مجال التنظيم والإدارة.
5. وضع وتنفيذ البرامج اللازمة لرفع كفاءات الشباب وقدراتهم في نطاق مهام الوزارة وذلك بالتنسيق مع الهيئات الشبابية والرياضية ذات الاختصاص وبالتعاون والتنسيق مع الوزارات والمؤسسات ذات العلاقة بمجال التربية والرعاية.
6. تنمية العلاقات الخارجية والتعاون الفني مع الدول والمنظمات العربية والإسلامية والإقليمية والاستفادة منها في تطوير أنشطة الوزارة.
7. إعداد الدراسات والبحوث الهادفة إلى تطوير القطاع الشبابي والرياضي.
8. تحديد احتياجات الوزارة من القوى العاملة في كافة المجالات والمهارات والمستويات ومتابعة توفيرها.